# Codex Balduini Trevirensis

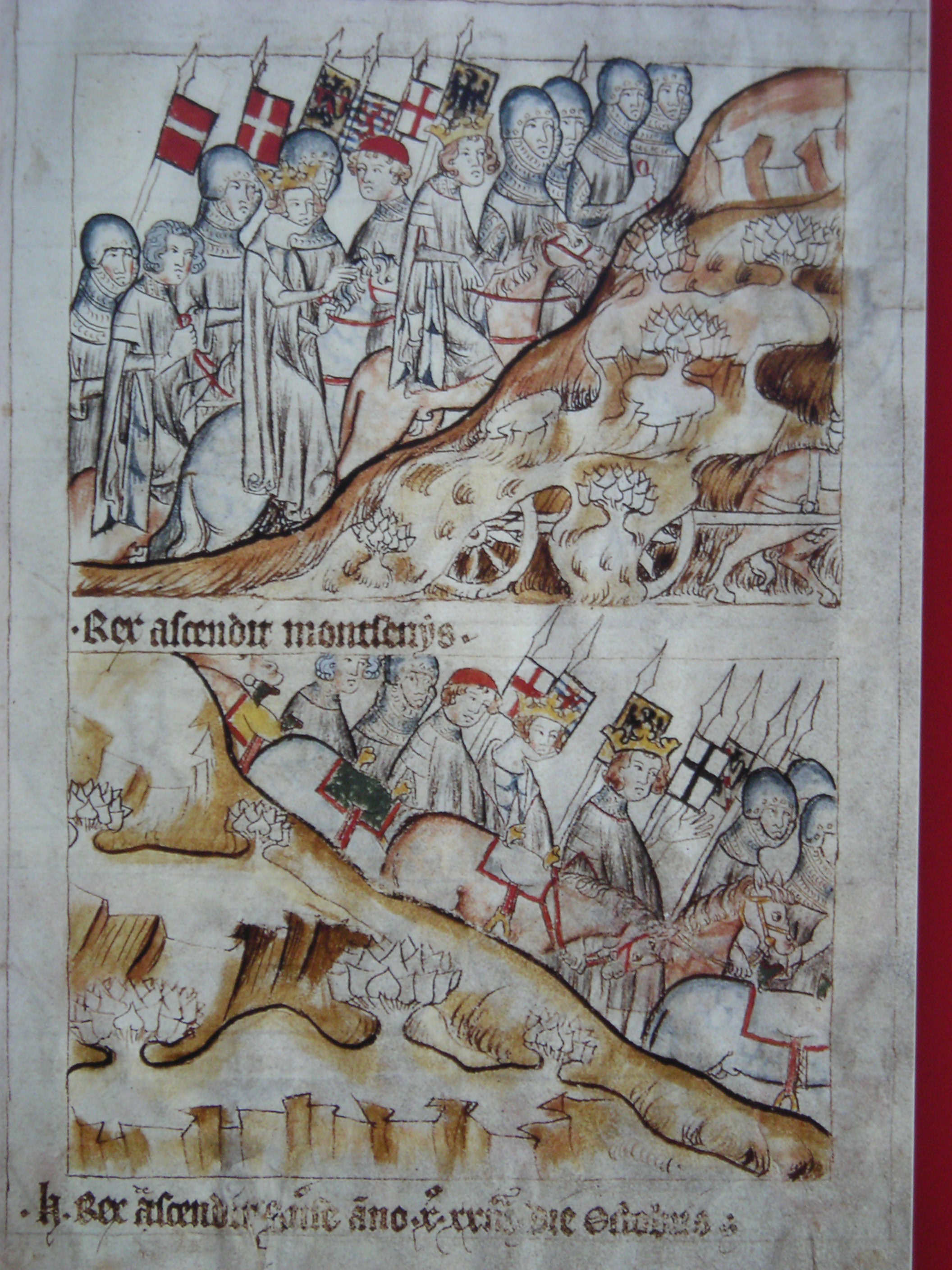
Henri VII traverse les Alpes. Baudouin lui-même est représenté avec une casquette rouge, sous les bannières de l'électorat de Trèves et de Luxembourg, chevauchant entre le roi Henri (chevauchant sous l'étendard de l'aigle) et la reine Marguerite de Brabant. Sont également montrées les bannières de Blankenheim, de Savoie et d'Autriche (à la montée), ainsi que de l'Ordre Teutonique et de Henri de Flandre (à la descente).

Le Codex Balduini Trevirensis (également connu sous le nom de Balduineum, ou Codex Balduineus), est une chronique illustrée réalisée vers 1340 pour Baudouin de Luxembourg, archevêque de Trèves et frère de l'empereur Henri VII.
Il couvre la campagne italienne de Henri de 1310 à 1313, dans laquelle Baudouin lui-même avait été participant. Au cours de cette campagne, Henri cherchait la couronnement papal en tant qu'empereur. Il a réussi à mettre le nord de l'Italie sous contrôle impérial et a été couronné roi d'Italie à Milan. Il est entré de force à Rome, mais comme la basilique Saint-Pierre est restée aux mains de ses ennemis, il a été couronné empereur au Latran le 29 juin 1312 par trois cardinaux du pape Clément V (qui était lui-même en exil à Avignon). Henri est mort du paludisme un an plus tard, toujours en campagne.

## Description
Le codex se compose de 37 feuillets de parchemin avec de grandes illustrations et de courtes annotations décrivant les principaux événements de la campagne de Henri. Il contient également la plus ancienne illustration du Collège des princes-électeurs. Il est conservé aux archives d'État de Rhénanie-Palatinat à Coblence (MS 1 C 1).